# Dimorphandra
Dimorphandra es un género de plantas leguminosas en la familia Fabaceae. Comprende 47 especies descritas y de estas, solo 26 aceptadas.
Su  hábitat natural son las sabanas húmedas. Está amenazado por pérdida de hábitat.

## Taxonomía
El género fue descrito por Heinrich Wilhelm Schott y publicado en Systema Vegetabilium, editio decima sexta 4(2): 404. 1827.  La [èspecie tipo]] es: Dimorphandra exaltata Schott. 

## Algunas especies aceptadas
A continuación se brinda un listado de las especies del género Dimorphandra aceptadas hasta agosto de 2014, ordenadas alfabéticamente. Para cada una se indica el nombre binomial seguido del autor, abreviado según las convenciones y usos.	
- Dimorphandra caudata Ducke 1925
- Dimorphandra conjugata (Splitg.) Sandwith 1932
- Dimorphandra macrostachya Benth.
- Dimorphandra mollis Benth.
- Dimorphandra mora Benth. & Hook.f.
- Dimorphandra paraensis Ducke
- Dimorphandra parviflora Benth.
- Dimorphandra vernicosa Benth.
- Dimorphandra wilsonii Rizzini 1969